# العلاقات البيروية اللاوسية
العلاقات البيروفية اللاوسية هي العلاقات الثنائية التي تجمع بين بيرو ولاوس.

## مقارنة بين البلدين
هذه مقارنة عامة ومرجعية للدولتين:
| وجه المقارنة                                              | بيرو                                   | لاوس        |
| --------------------------------------------------------- | -------------------------------------- | ----------- |
| المساحة (كم2)                                             | 1.29 مليون                             | 236.80 ألف  |
| عدد السكان (نسمة)                                         | 32.16 مليون                            | 6.86 مليون  |
| الكثافة السكانية (ن./كم²)                                 | 24.93                                  | 28.97       |
| العاصمة                                                   | ليما                                   | فيينتيان    |
| اللغة الرسمية                                             | اللغة الإسبانية، اللغة الأيمرية، كتشوا | اللغة اللاو |
| العملة                                                    | سول بيروفي جديد                        | كيب لاوي    |
| الناتج المحلي الإجمالي (بليون دولار)                      | 211.39 مليار                           | 16.85 مليار |
| الناتج المحلي الإجمالي (تعادل القوة الشرائية) بليون دولار | 393.13 مليار                           | 38.71 مليار |
| الناتج المحلي الإجمالي الاسمي للفرد دولار أمريكي          | 6.03 ألف                               | 1.82 ألف    |
| الناتج المحلي الإجمالي للفرد دولار أمريكي                 | 11.99 ألف                              |             |
| مؤشر التنمية البشرية                                      | 0.740                                  | 0.575       |
| رمز المكالمات الدولي                                      | +51                                    | +856        |
| رمز الإنترنت                                              | .pe                                    | .la         |
| المنطقة الزمنية                                           | توقيت بيرو، 00                         | ت ع م+07:00 |

## منظمات دولية مشتركة
يشترك البلدان في عضوية مجموعة من المنظمات الدولية، منها:
| علم المنظمة | اسم المنظمة                        | تاريخ انضمام بيرو | تاريخ انضمام لاوس |
| ----------- | ---------------------------------- | ----------------- | ----------------- |
|             | مؤسسة التنمية الدولية              | 30 أغسطس 1961     | 28 أكتوبر 1963    |
|             | يونسكو                             | 21 نوفمبر 1946    | 9 يوليو 1951      |
|             | وكالة ضمان الاستثمار متعدد الأطراف | 2 ديسمبر 1991     | 5 أبريل 2000      |
|             | الأمم المتحدة                      | 31 أكتوبر 1945    | 14 ديسمبر 1955    |
|             | البنك الدولي للإنشاء والتعمير      | 31 ديسمبر 1945    | 5 يوليو 1961      |
|             | منظمة حظر الأسلحة الكيميائية       | ?                 | ?                 |
|             | مؤسسة التمويل الدولية              | 20 يوليو 1956     | 29 يناير 1992     |
|             | منظمة الشرطة الجنائية الدولية      | ?                 | ?                 |

## وصلات خارجية
- موقع وزارة الخارجية البيروفية
- موقع وزارة الخارجية اللاوسية